# Neftis
Neftis (nom grec; en llengua egípcia, Nebet-Het o Nebt-het, que significa 'senyora de la casa (d'Horus) és una deessa de l'antic Egipte i de l'antiga Grècia.
Era filla de Nut i Geb i la muller de Seth, amb qui fou la mare d'Anubis (altres versions indiquen que engendrà Anubis amb Osiris). Era la germana d'Isis, amb qui se la representava sovint, ja que simbolitzaven fets oposats.
Simbolitza la foscor, la part invisible, la nit, la mort el riu i l'aigua (per això deïtat aquàtica). El seu nom, a més, es feia servir com a títol per a la dona més bella d'una casa.
Icònicament se la presenta com una dona amb el jeroglífic del seu nom com a corona, Neb-Hut (una cistella i una casa) i alguns cops com un estel, falcó o un altre ocell. De vegades duu unes banyes amb el disc solar. En l'art egipci se la representava amb els cabells iguals o semblants a les benes utilitzades per a embolicar els cadàvers.
Se la venerava a Diòspolis Parva; també a Komir, al costat d'Anukis, i a Sepermeru, al costat de Seth.